# مناطق خشک

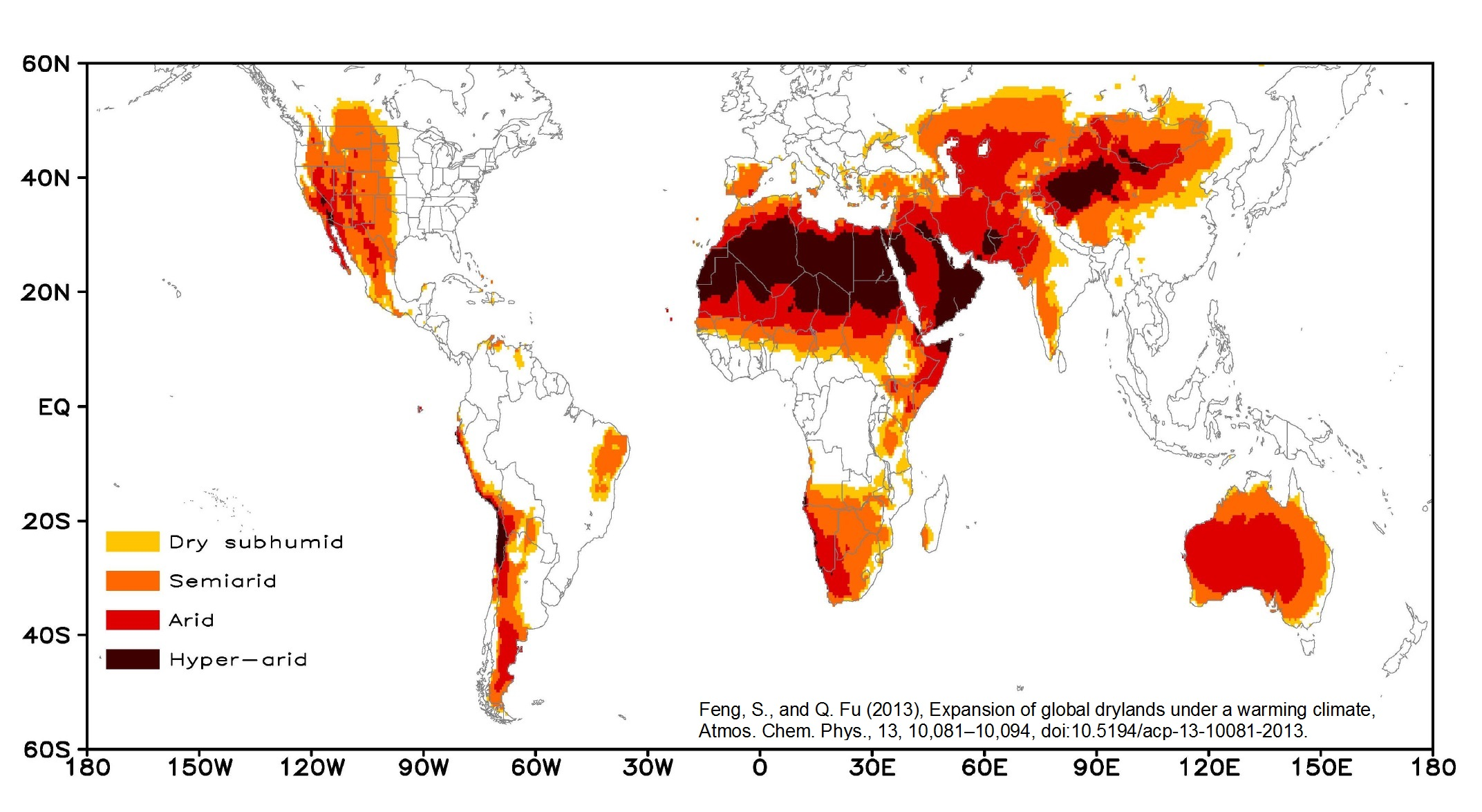
توزیع جهانی زمین‌های خشک از ۱۹۶۱–۱۹۹۰. اقلیم‌شناسی بر اساس مشاهدات از نسبت P/PET به دست آمده‌است. ￼

مناطق خشک مناطقی هستند که بر اساس میزان کمآب موجود در این مناطق تعریف شده‌اند. آن‌ها مناطقی هستند که میزان بارش در آنها به میزان آب تبخیر شده از سطح آن مناطق بستگی دارد که این آب تبخیر شده می‌تواند شامل آب تولید شده در فعالیت‌های زیستی و آب موجود در گیاهان باشد. بر اساس برنامه محیط زیست ملل متحد، مناطق خشک، مناطق گرمسیری و معتدل با شاخص خشکی (به انگلیسی: aridity index) کمتر از ۰/۶۵ هستند.
مناطق خشک را می‌توان به چهار نوع زیر تقسیم کرد:
- سرزمین‌های خشک و مرطوب
- سرزمین‌های نیمه خشک
- سرزمین‌های خشک
- سرزمین‌های بسیار خشک

مناطق خشک ۴۱٫۳٪ از سطح خشکی‌های کرهٔ زمین را پوشش می‌دهند، از جمله ۱۵ درصد از آمریکای لاتین، ۶۶ درصد از آفریقا، ۴۰ درصد از آسیا و ۲۴ درصد از اروپا. تقریباً ۷۲ درصد از مناطق خشک در کشورهای در حال توسعه قرار دارند و تقریباً ۱۰۰ درصد سرزمین‌های بسیار خشک نیز در این کشورها واقع شده‌اند.